# 6-Stunden-Rennen von Hockenheim 1977

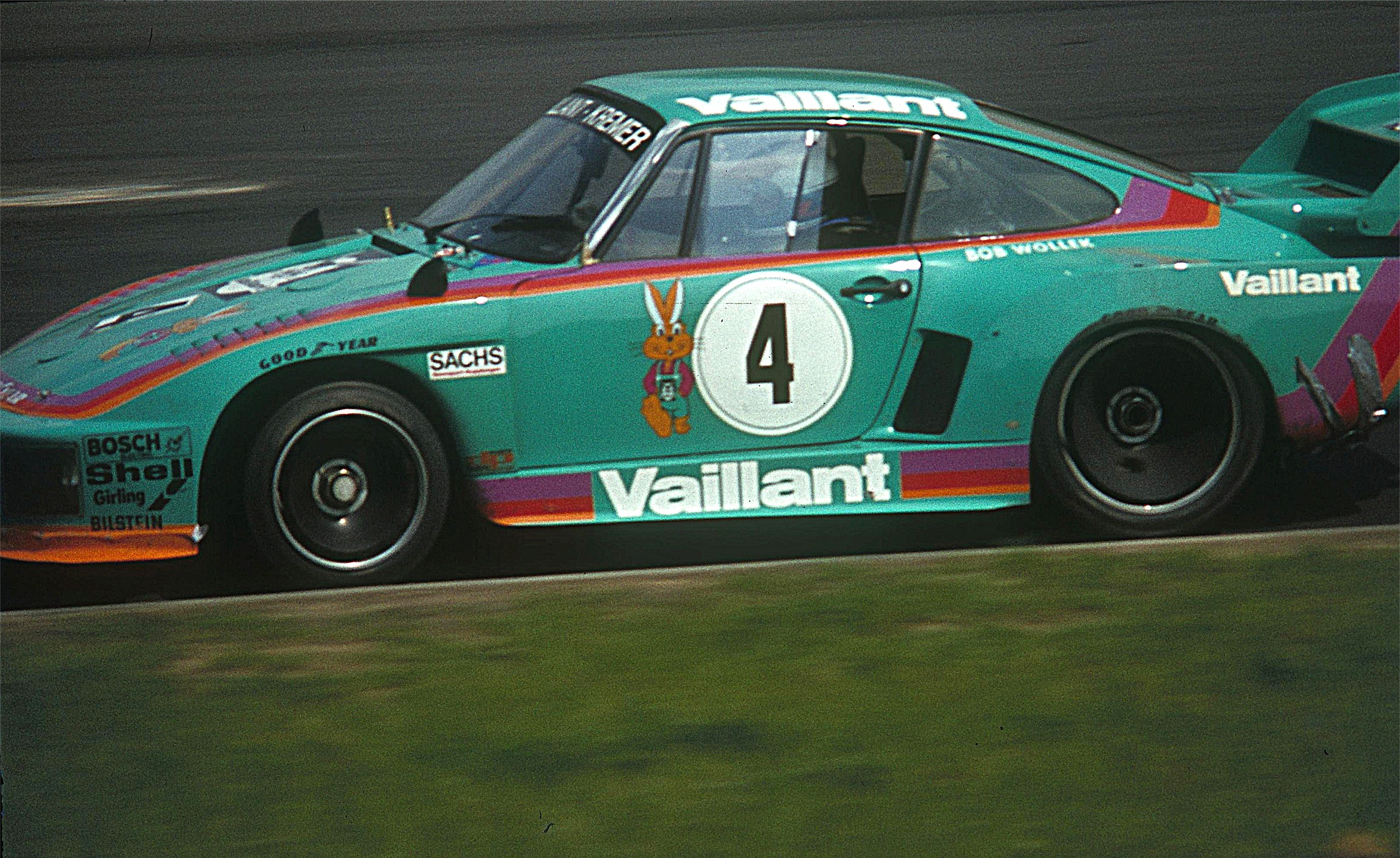
Kremer-Racing-Porsche 935K2 mit der Startnummer 4, hier mit Bob Wollek am Steuer beim 1000-km-Rennen auf dem Nürburgring 1977. Mit Partner John Fitzpatrick gewann Wollek mit diesem Wagen das Rennen

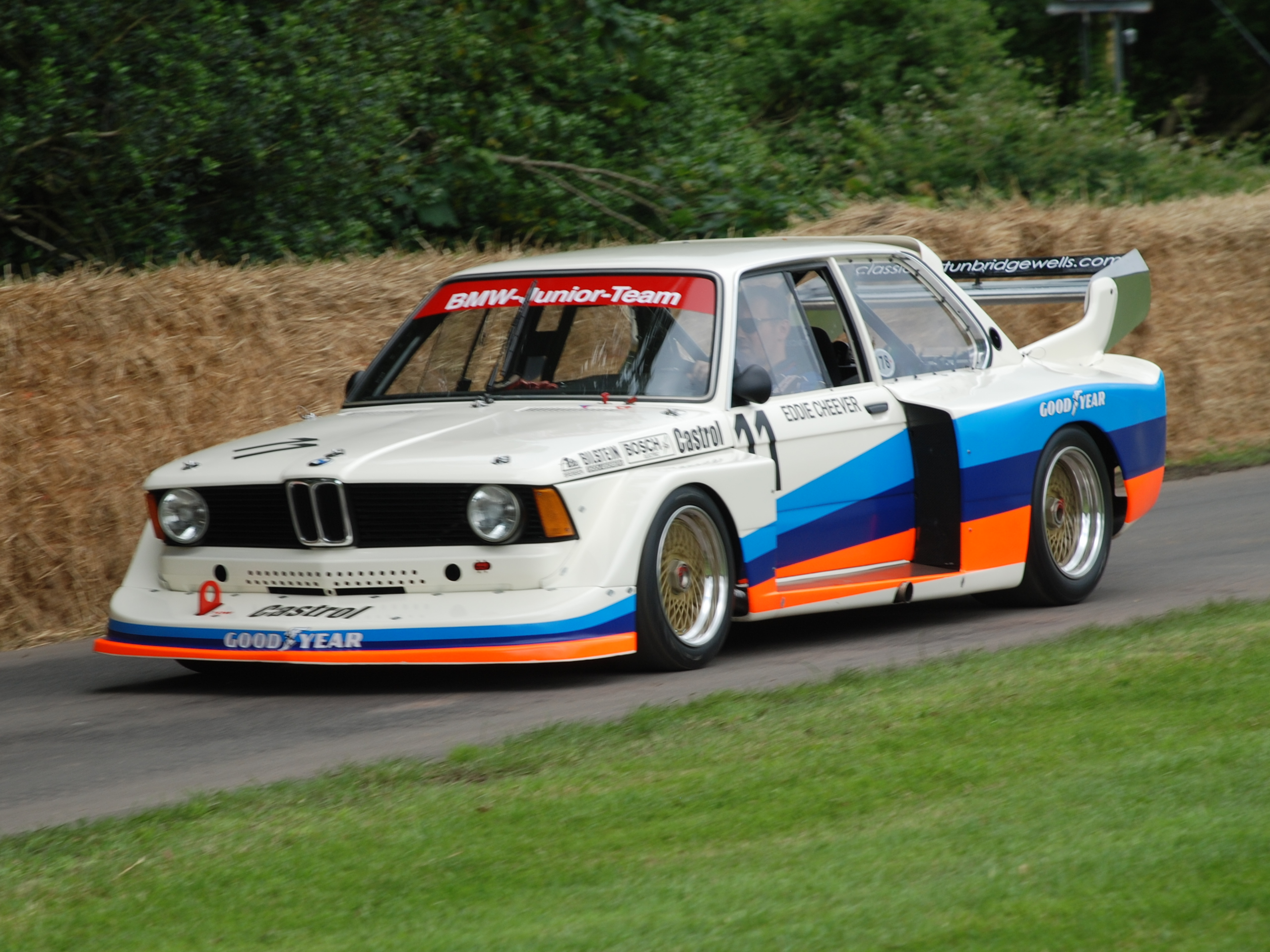
Der drittplatzierte BMW 320i von Marc Surer und Eddie Cheever

Das 6-Stunden-Rennen von Hockenheim 1977, auch Int. ADAC-Rennsport-Finale, Hockenheim, fand am 9. Oktober auf dem Hockenheimring statt und war der 16. Wertungslauf der Sportwagen-Weltmeisterschaft dieses Jahres.

## Das Rennen
Mitte der 1970er-Jahre versuchten die damaligen Betreiber des Hockenheimrings auf der kurpfälzischen Rennbahn einen zweiten deutschen Sportwagen-Weltmeisterschaftslauf neben dem traditionellen Langstreckenrennen auf der Nordschleife des Nürburgrings zu etablieren. Nachdem die Formel 1 nach dem schweren Unfall von Niki Lauda beim Großen Preis von Deutschland 1976 auf den Hockenheimring gewechselt war, hofften die Funktionäre auch das 1000-km-Rennen auf ihre Strecke zu bekommen. Für die Fachleute kam dieses Bestreben jedoch zu einer ungünstigen Zeit. 1977 hatten die Sportwagenrennen gegenüber den Monopostos der Formel längst an Bedeutung verloren. 100.000 Zuschauer und mehr bei den Veranstaltungen gehörten längst der Vergangenheit an. Dazu kam, dass der Aufwand für die jeweiligen Veranstalter durch die großen Starterfelder mindestens so groß war wie bei den Formel-1-Rennen. Schlechte Auslastung führte daher zwangsläufig zu einem erheblichen finanziellen Verlust, was in Hockenheim prompt eintrat.
Um sich von den anderen 1000-km-Rennen abzuheben, entschieden sich die Funktionäre, das Rennen in zwei Wertungsläufen à 3 Stunden auszutragen. Bei Zuschauern und Journalisten kam diese Lösung nicht gut an, da man im zweiten Lauf bald die Übersicht über die addierte Rennwertung verlor. Das Rennen selbst gewannen Bob Wollek und John Fitzpatrick im Porsche 935 von Kremer Racing, die den ersten Wertungslauf gewannen. Die besondere Absurdität dieses Rennformats zeigte sich am Werks-Porsche 935 von Jacky Ickx und Manfred Schurti. Der Wagen war in der 72. Runde des ersten Laufes wegen eines überhitzen Zylinders in der Box abgestellt worden. Zu diesem Zeitpunkt lag der Porsche in Führung. Üblicherweise war der Wagen somit ausgefallen. Zur Überraschung des Publikums startete das Duo mit abgekühltem Motor in den zweiten Lauf und gewann ihn deutlich. In die Gesamtwertung kam der Wagen aber nicht.

## Ergebnisse

### Schlussklassement
| 1                  | Gr. 5 | 4  | Vaillant-Kremer-Team           | Bob Wollek John Fitzpatrick                           | Porsche 935K2       | 167 |
| 2                  | Gr. 5 | 7  | JMS Racing                     | Claude Ballot-Léna Jean-Louis Lafosse                 | Porsche 935         | 159 |
| 3                  | Gr. 5 | 41 | BMW-Motorsport-GmbH            | Marc Surer Eddie Cheever                              | BMW 320i            | 158 |
| 4                  | Gr. 5 | 5  | Vaillant-Kremer-Team           | Claude Haldi Werner Christmann Bob Wollek             | Porsche 935         | 157 |
| 5                  | Gr. 5 | 16 | Vaillant-Kremer-Team           | Volkert Merl Peter Hähnlein Franz Konrad              | Porsche 935         | 153 |
| 6                  | Gr. 5 | 14 | Valvoline-Racing               | Eberhard Sindel Günter Steckkönig                     | Porsche 935         | 153 |
| 7                  | Gr. 5 | 17 | Jägermeister Max-Moritz-Team   | Edgar Dören Eckhard Schimpf Gerhard Holup             | Porsche 934/5       | 151 |
| 8                  | Gr. 5 | 6  | Vaillant-Kremer-Team           | Dieter Schornstein Alain Peltier                      | Porsche 934/5       | 150 |
| 9                  | GT    | 22 | Scuderia Basilea               | Peter Zbinden Edi Kofel                               | Porsche Carrera RSR | 149 |
| 10                 | GT    | 10 | Angelo Pallavicini             | Angelo Pallavicini Enzo Calderari                     | Porsche 934         | 147 |
| 11                 | Gr. 5 | 3  | Gelo-Racing-Team Georg Loos KG | Tim Schenken Hans Heyer Rolf Stommelen Toine Hezemans | Porsche 935         | 146 |
| 12                 | GT    | 27 | Autohaus Max-Moritz-GmbH       | Gerhard Fetzer Dietrich Krumm                         | Porsche Carrera RS  | 145 |
| 13                 | GT    | 25 | Jägermeister Max-Moritz-Team   | Anton Fischhaber Hans Habermann Eckhard Schimpf       | Porsche Carrera RSR | 144 |
| 14                 | Gr. 5 | 21 | Kenneth Leim                   | Kenneth Leim Lella Lombardi                           | Porsche Carrera RSR | 144 |
| 15                 | Gr. 5 | 50 | Jan Lundgardh                  | Jan Lundgardh Kurt Simonsen                           | Porsche 911         | 135 |
| Nicht klassiert    |       |    |                                |                                                       |                     |     |
| 16                 | Gr. 5 | 42 | BMW Faltz                      | Manfred Winkelhock Harald Grohs                       | BMW 320i            | 150 |
| Ausgefallen        |       |    |                                |                                                       |                     |     |
| 17                 | Gr. 5 | 1  | Martini Racing                 | Jacky Ickx Manfred Schurti                            | Porsche 935/77      | 156 |
| 18                 | Gr. 5 | 15 | Porsche Kremer Racing          | Franz Konrad Reinhold Joest                           | Porsche 935         | 148 |
| 19                 | Gr. 5 | 2  | Gelo Racing                    | Rolf Stommelen Toine Hezemans                         | Porsche 935         | 124 |
| 20                 | GT    | 28 | Hahn-Sportwagen-GmbH           | Klaus Utz Armin Jahn                                  | Porsche Carrera RSR | 122 |
| 21                 | Gr. 5 | 1  | Autohaus Max Moritz            | Harald Ertl Jürgen Barth Edgar Dören                  | Porsche 935         | 112 |
| 22                 | T     | 47 | Kamei-Autoextras               | Bernd Renneisen Wolfgang Wolf                         | VW Golf             | 77  |
| 23                 | GT    | 48 | Weidensees Automobil Club      | Heinz Tubbesing                                       | Fiat X1/9           | 28  |
| 24                 | GT    | 26 | Autohaus Max Moritz            | Jürgen Lässig Hermann-Peter Duge                      | Porsche Carrera RS  | 23  |
| 25                 | GT    | 29 | Hahn-Sportwagen-GmbH           | Rolf Blind Heinz Blind Leo Eigner                     | Porsche Carrera RSR | 10  |
| 26                 | GT    | 12 | Hans-Christian Jürgensen       | Hans-Christian Jürgensen Wolfgang Sell                | Porsche 934         | 7   |
| Nicht qualifiziert |       |    |                                |                                                       |                     |     |
| 27                 | T     | 44 |                                | Kurt Mayer                                            | BMW 2002            | 1   |
| 28                 | T     | 45 |                                | Rudolf Gülker                                         | BMW 2002            | 2   |
| 29                 | T     | 46 |                                | Helmut Hesse                                          | BMW 2002            | 3   |
| 30                 | T     | 49 |                                | Paul Wunsch Horst Führers                             | VW Scirocco         | 4   |

1 nicht qualifiziert
2 nicht qualifiziert
3 nicht qualifiziert
4 nicht qualifiziert

### Nur in der Meldeliste
Hier finden sich Teams, Fahrer und Fahrzeuge, die ursprünglich für das Rennen gemeldet waren, aber nicht daran teilnahmen.
| Pos. | Klasse | Nr. | Team       | Fahrer                                         | Chassis     |
| ---- | ------ | --- | ---------- | ---------------------------------------------- | ----------- |
| 31   | GT     | 8   | Jolly Club | Giampiero Moretti Giorgio Schön Giorgio Pianta | Porsche 934 |
| 32   | GT     | 9   |            | Willy Braillard Jean-Pierre Gaban              | Porsche 934 |

### Klassensieger
| Klasse | Fahrer                  | Fahrer           | Fahrzeug            | Platzierung im Gesamtklassement |
| ------ | ----------------------- | ---------------- | ------------------- | ------------------------------- |
| Gr. 5  | Bob Wollek              | John Fitzpatrick | Porsche 935K2       | Gesamtsieg                      |
| GT     | Peter Zbinden           | Edi Kofel        | Porsche Carrera RSR | Rang 9                          |
| T      | kein Teilnehmer im Ziel |                  |                     |                                 |

### Renndaten
- Gemeldet: 32
- Gestartet: 26
- Gewertet: 15
- Rennklassen: 3
- Zuschauer: unbekannt
- Wetter am Renntag: warm und trocken
- Streckenlänge: 6,789 km
- Fahrzeit des Siegerteams: 6:04:07,100 Stunden
- Gesamtrunden des Siegerteams: 167
- Gesamtdistanz des Siegerteams: 1120,103 km
- Siegerschnitt: 184,574 km/h
- Pole Position: Bob Wollek – Porsche 935K2 (#4) – 2:02,200 = 200,331 km/h
- Schnellste Rennrunde: Jacky Ickx – Porsche 935/77 (#1) – 2:03,200 = 198,379 km/h
- Rennserie: 16. Lauf zur Sportwagen-Weltmeisterschaft 1977